# Eparchie bělostocko-gdaňská
Eparchie Bělostok-Gdaňsk je eparchie Polské pravoslavné církve nacházející se v Polsku.

## Území a titul biskupa
Zahrnuje území Varmijsko-mazurského vojvodství, severní část Podleského vojvodství a východní část Pomořského vojvodství.
Eparchiálnímu biskupovi náleží titul biskup bělostocký a gdaňský.

## Historie
Roku 1907 požádal biskup grodněnský a brestský Michail (Jermakov) Svatý synod o zřízení vikariátu v Bělostoku a jmenování biskupa na tuto katedru. Dne 18. května 1907 schválil car Mikuláš II. Alexandrovič zřízení vikariátu.
Během druhé světové války bylo území součástí varšavské eparchie.
Dne 15. července 1946 byla zřízena samostatná bělostocká a bílská eparchie, která byla o dva roky později přejmenována na bělostockou a gdaňskou.

## Seznam biskupů

### Bělostocký vikariát grodněnské eparchie
- 1907–1925 Vladimir (Tichonickij)

### Bělostocká eparchie
- 1945–1946 Vasilij (Ratmirov) dočasný správce
- 1946–1961 Tymoteusz (Szretter)
- 1961–1965 Stefan (Rudyk)
- 1966–1981 Nikanor (Niesłuchowski)
- 1981–1998 Sawa (Hrycuniak)
- od 1999 Jakub (Kostiuczuk)